# Ильинский (Алтайский край)
Ильинский — посёлок в Новичихинском районе Алтайского края России. Входит в состав Долговского сельсовета.

## География
Расположен на юго-западе края на Приобском плато, у озера Горькое, вблизи лесного массива Касмалинский ленточный бор.
Климат
Климат континентальный, характеризуется коротким летом и малоснежными зимами с метелями.
Средняя температура января −18,8 °C, июля +20 °C. Годовое количество атмосферных осадков — 326 мм.

## История
Согласно Закону Алтайского края от 05 октября 2007 года Ильинский вошёл в образованное муниципальное образование «Долговский сельсовет».

## Население
| 1997 | 1998 | 1999 | 2000 | 2001 | 2002 | 2003 | 2004 | 2005 | 2006 | 2007 |
| ---- | ---- | ---- | ---- | ---- | ---- | ---- | ---- | ---- | ---- | ---- |
| 272  | ↘271 | ↘265 | ↘247 | ↘223 | ↘216 | ↘203 | ↘188 | ↘172 | ↗174 | ↘165 |
| 2008 | 2009 | 2010 | 2011 | 2012 | 2013 |      |      |      |      |      |
| ↘150 | ↘142 | ↘140 | ↘138 | ↗142 | ↘135 |      |      |      |      |      |

Национальный состав
Согласно результатам переписи 2002 года, в национальной структуре населения русские составляли 97 % от 212 жителей.

## Инфраструктура
В центре сельсовета — селе Долгово — находится школа, отделение почтовой связи.

## Транспорт
Посёлок доступен автомобильным транспортом по автодороге общего пользования регионального значения Веселая Дубрава — Долгово — Ильинский.